# Santiago Chimaltenango
Santiago Chimaltenango é uma cidade da Guatemala do departamento de Huehuetenango.